# العصمان
العصمان قرية سورية تتبع ناحية كرناز في منطقة محردة في محافظة حماة. بلغ عدد سكانها 57 نسمة في عام 2004 حسب إحصاء المكتب المركزي للإحصاء.

## وصلات خارجية
- الوحدات الإدارية في محافظة حماة